# Ojasca, Buzău
Ojasca este un sat în comuna Unguriu din județul Buzău, Muntenia, România. Se află în Subcarpații de Curbură, pe valea Buzăului. Satul se află pe malul drept al Râului Buzău, pe Drumul National 10, care leagă Buzaul de Brașov.
În prezent, satul dispune de o biserică cu hramul Sf. Împărați Constantin și mama sa Elena, situată lângă cele 5 blocuri care adăpostesc unele familii. Spitalul de Neuropsihiatrie Ojasca, secție a Spitalului Săpoca, este de asemenea unul dintre principalele locuri în care localnicii și alți angajați din alte comune, vin la serviciu pentru a-și asigura traiul. 
Halta Ojasca ( ruta-- Buzau - Nehoiașu) este situată în imediata apropiere a spitalului de neuropsihiatrie. 
Satul dispune de alimentare cu gaze și apă, internet, telefonie, canalizare.  